# ペオニジン

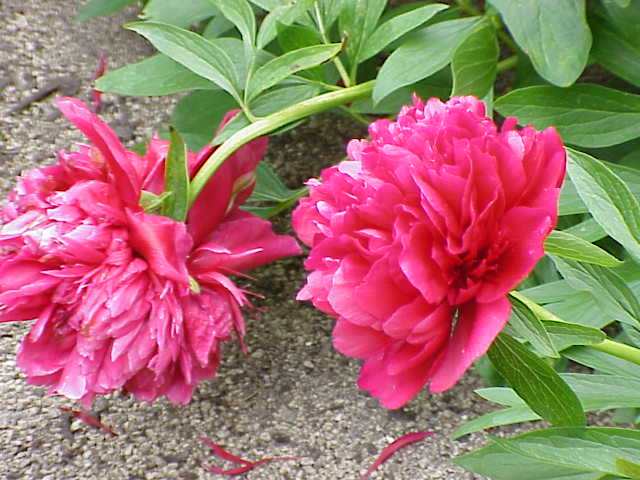
ボタン

ペオニジン(Peonidin)は、O-メチル化アントシアニジンであり、植物の主要な色素である。ペオニジンは、名前の元となったボタン科(peony)やバラ等の花に赤紫色を与え、またアサガオ等の花に青色を与える。
ほとんどのアントシアニジンと同様に、ペオニジンはpH感受性があり、pHの上昇に伴って赤色から青色に変化する。この変化は、アントシアニジンが共役発色団であるためである。pHが変化すると、二重結合の共役の程度が変化し、分子に吸収される光の波長が変化する（天然のアントシアニジンは、非常に低いpHの環境で安定である。pH8.0では、ほとんどが無色である）。ペニオジンは、pH2.0では赤色、3.0では強く黄色がかった桃色、5.0では赤紫色、8.0では深い青色を示す。多くのアントシアニジンとは異なり、高いpHで安定であり、実際にアサガオから青い色素として単離される。
色安定性が特異なため、食品着色料としての特許も取得されている。
多くのアントシアニジンと同様に、ペオニジンはIn vitroでがん細胞、特にヒトの転移性乳癌細胞を抑制し、アポトーシスに導く効果を示す。しかし、人体からは急速に排出されるため、In vivoでのヒトの細胞への透過や滞留はよく分かっていない。
ペオニジンの経口摂取源は、生のクランベリーが断然多く、100gの果実の中に42mg含まれる。ブルーベリー、プラム、ブドウ、サクランボも、100g当たり5mgから12mgとかなりの量を含む。生の果実だけが多量のペオニジンを含み、冷凍ブルーベリーにはほぼ含まれない。ペオニジンは、ある種の紫色のサツマイモに100g当たり最大で40mg含まれるが、含有量は品種によって変化する。生の黒米や黒バナナからも単離されている。
生の果実中のペオニジンの含有量は、天然の果物の方がヘルシーであるという経験則に合致する。特に、クランベリー中のフェノール化合物の量は、果物の大きさや収穫量に逆比例することが知られている。